# Lady Bug Coaster
Lady Bug Coaster is een stalen achtbaan in het Canadese attractiepark Marineland Theme Park. De achtbaan werd geopend in 1979 en is tot op heden operationeel.